# Acordos de Lusaca (1984)
Os Acordos de Lusaca de 1984 declararam um cessar-fogo entre Angola e a África do Sul durante a Guerra Civil Angolana e a guerra sul-africana na fronteira, concordando com a retirada das tropas sul-africanas de Angola, e estabelecendo uma comissão para supervisionar a implementação do tratado.  O acordo foi de curta duração devido a interpretações muito divergentes das implicações do tratado. A Força de Defesa da África do Sul (SADF), representada por Johannes "Jannie" Geldenhuys, desejava uma retirada cubana faseada em concertação com suas próprias unidades. Também insistia que os Acordos obrigavam as Forças Armadas Populares de Libertação de Angola (FAPLA) a auxiliar na expulsão dos insurgentes namibianos do território angolano. No entanto, as FAPLA não tinham intenção de permitir que seus aliados cubanos se retirassem e permaneceriam visivelmente apáticas sobre como referenciar os partidos namibianos — particularmente a Organização do Povo do Sudoeste Africano (SWAPO) e seu braço militar, o Exército Popular de Libertação da Namíbia (PLAN) — no acordo.[carece de fontes?]
Por sua vez, a África do Sul não fez nada para combater a União Nacional para a Independência Total de Angola (UNITA), que também mantinha uma presença na área operacional da SADF. A atividade continuada do PLAN e da UNITA resultaram em violações dos acordos por ambos os lados.
Fidel Castro criticou os Acordos de Lusaca como "inadmissíveis e inacreditáveis", uma declaração ecoada pela União Soviética. Esta crítica pelos dois principais beneméritos militares de Angola conduziriam a um colapso do tratado. Foi anulado de facto em 16 de Maio de 1985. Uma escalada das hostilidades seguiu-se.